# Чаленџер (спејс-шатл)
Свемирски шатл Чаленџер (енгл. Challenger) је био други НАСА-ин орбитер кој је уведен у потребу, након Колумбије. Шатл је направио Роквелова фабрика у Даунију. Његов први лет је био 4. априла 1983. и обавио је 9 мисија пре експлозије 73 секунде након лансирања његове десете мисије, STS-51-L, 28. јануара 1986. што је проузроковало смрт свих 7 чланова посаде. Чаленџер је био први од шатла која су уништена (друга је Колумбија). Ова несрећа је довела до двоипогодишњег приземљења флоте шатлова, а мисије су настављене 1988. лансирањем шатла Дискавери на мисији STS-26. Чаленџера је заменио шатл Ендевор, први пут лансиран маја 1992, израђен од резервних делова које је наручила НАСА за шатлове Дискавери и Атлантис.